# ファンタシースターオンライン ブルーバースト
『ファンタシースターオンライン ブルーバースト』（Phantasy Star Online Blue Burst）は、Windowsプラットフォーム向けに発売された、ファンタシースターオンラインシリーズのオンラインロールプレイングゲームである。
セガおよびソニックチームが、開発と運用を行なっていた。通称は、「PSOBB」。

## 概要
今作よりオンラインプレイ専用となった。内容は、ニンテンドー ゲームキューブやXbox向けに発売されている、ファンタシースターオンライン エピソード1&2を基本に、バランス修正とパソコン版用に独自機能が追加された。また、2005年2月3日より、本作オリジナルである「エピソード4」が追加された。
初期のエピソード1&2のゲームクライアントは公式Webサイトからのダウンロードによる無償配布であったが、拡張パックであるエピソード4以降はパソコンショップなど店頭によるパッケージ販売、もしくはダウンロードによる販売形式となり、その後 2005年12月から無償配布に変更された（過去にEP4クライアントを有料で購入したユーザーにはアイテムプレゼントがあった）。
なお、エピソード4を含まない、いわば旧バージョンのゲームクライアントの配布はすでに終了、2006年6月20日からエピソード1および2のみの旧ゲームクライアントではゲームサーバに繋がらなくなっている。
ゲームの動作環境として、公式にはDirectX9.0を指定されているが、使用している機能はDirectX7-8世代のものが中心である。従って、クオリティとパフォーマンスを妥協すれば、DirectX7-8世代の環境でも動作は可能となっている。基本部分が旧世代のコンシューマー機のゲームである事から、必要スペックはさほど高くない。
「ブルーバースト」には新規ステージに加え、従来のタイトルと同じようにエピソード1と2のステージが全て登場する。

## 従来バージョンとの変更点
基本システムは「ファンタシースターオンライン#ゲームシステム」および「ファンタシースターオンライン エピソード1&2#概要」を参照。
ファンタシースターオンライン ブルーバーストは上記「episode1&2」のシステムをベースに、親しい仲間内を登録して、どこにいてもチャットができたり、ポイントを稼いだりする事によって有利にゲームを進められる「チームシステム」（他のゲームでは主にギルドシステムと呼ばれている）が追加されていたり、操作系にも変化が見られる。
同時に本作からオフラインモードは廃止され、完全にオンラインモード限定での運営となっており、 代わりにオフラインモードと同等の、一人で冒険するモード（通常とは違い、敵の強さやマップ構成に若干変更がある）が追加されている。 注意すべき点として、この一人用のゲームモードをプレーする限りであっても、ゲームサーバーに接続しなくてはならないため月額利用料金を支払わなければならない。

### クエストの変更とアップデート
前作まではオフラインモードでストーリーを追う形であったため、その代わりとしてストーリーを追う専用のクエストが追加された。
ただしこれらは一人用ではない通常モードに追加されたため、前作と比べてほぼ全般的に難易度が上昇している。
また、PC版専用である事を活かして修正パッチによる新しいアイテムやクエストの配信などが行われている。
しかし2007年現在、ファンタシースターユニバースの開発に人員が割かれているためか、大規模なバージョンアップのアナウンスも無く、事実上、ゲームはプレイ可能で定期的にイベントは開催されるが、新要素の開発に関しては凍結状態である。

### セーブデータの取り扱い
今作より、ゲームの進行状況がゲームサーバ側に保管される事になり、データ消失のリスクが低減した。また、公式にGM（ゲームマスター）の概念が導入され、運営スタッフが操作するキャラクターがゲーム内に登場する。

## ストーリー
諸悪の根源、ダークファルスがハンターズの手により討伐され、当初は計画の失敗も囁かれていたパイオニア計画――ラグオルへの移民計画は再開されつつあった。
しかしある時、惑星ラグオルの近くを通る隕石が発見される。発見された当初はパイオニア2にも惑星ラグオルにも無関係な軌道であり、そのままであれば横を通り過ぎるだけであったが、その隕石がラグオルに接近した瞬間、ラグオル地表から一筋の光が発射される。隕石に光が命中すると隕石は急激に軌道を変え、パイオニア2の船体を掠めるようにしてそのままラグオル地表へと落下していった。
事態を重く見たパイオニア2総督府は、この隕石に関する調査のために再びハンターズを派遣する事を決定。派遣されたハンターズ達がクレーター跡で見たものは、ダークファルスの悪夢と、渦巻く人々の陰謀の再来であった。

## ゲームモード
オフラインモードが廃止されオンライン専用になった事で、オフラインモード専用クエストを収録した「一人用」モードが追加されている。
また、「通常冒険」モードに役割が追加されている。チャレンジとバトルモードについては従来と同じ。
通常冒険
部屋に入りそのままラグオルに降りる限りでは、従来の通常冒険モードと同様で、オンライン用に複数人プレイを前提にしたエネミーのステータス調整などが行われている。ギルドカウンターで受けられるクエストもオンライン専用のクエスト。
それとは別に、総督の部屋にて「総督府クエスト」を受ける事が出来る。これは廃止されたオフラインモードに代わって本筋のストーリーを追うクエスト。出現するエネミーはオンライン用のステータスであり、「複数人で同時に押さないと作動しないスイッチ」も登場するが、クリアのために必ず通らなければならない扉の開閉スイッチとして使われている事は無いので、全てのクエストを一人でこなす事は可能。
一人用
従来のオフラインモードに相当するモード。
エネミーのステータスや出現数も通常冒険モードに比べて低く設定されており、一人で戦う前提の調整になっている。また、「複数人で同時に押さないと作動しないスイッチ」の類も登場しないため、洞窟エリアや遺跡エリアでも一人で踏破出来る。
ギルドカウンターで受けられるクエストも従来のオフラインモードに従い、オフラインクエスト（と一部のダウンロードクエスト）となっている。
なお、エピソード4では一人用モードで部屋を作る事は出来るが、そのままではラグオルに降りる事は出来ず、パイオニア2の各種施設（ショップやメディカルセンターなど）を利用する事しか出来ない。エピソード4の一人用モードでラグオルに降りるには、一人用クエストを受ける必要がある。

## デスペナルティー
死亡した時のペナルティーは、「装備していたマグのシンクロ率が下がる」、「そのレベルで稼いだ経験値から20%引かれる」の2つである。
GC版で問題視されたデスペナルティの極端な低さであったが、BlueBurstではメセタや武器へのペナルティは廃止され、そのレベルで稼いだ経験値から20%減るように仕様変更された。ムーンアトマイザー・リバーサー・スケープドールで復活すると半分の10％が還元される。手持ちのお金が半額になるものと比べるとこの経験値が減るという形のペナルティは一般的な日本の家庭用RPGでは珍しいが、パソコン用ゲームやネットゲーム、海外ゲームなどではよく見られる仕様である。
PSOはVer2以降、レベルの上限が200とかなり高いため、レベルが上がり、次のレベルまでの必要経験値が多ければ多くなるほど、このペナルティは痛手となる。減少する経験値の上限は最大で10万までとなっている。
この経験値へのペナルティは、2007/08/07 16:00のメンテナンス終了時より廃止された。

## 歴史
- 2004年 5月21日 - オープンベータ版として無料体験サービスが始まる。
- 2004年 7月15日 - 正式なサービスが開始。
- 2005年 2月3日 - 本作オリジナルである「エピソード4」追加。
- 2005年 12月6日 - 「エピソード4」のクライアント（ソフトウェア）も無料となる。
- 2010年 12月27日 - サービス終了。